# Hemiasterella digitata
Hemiasterella digitata är en svampdjursart som beskrevs av Burton 1929. Hemiasterella digitata ingår i släktet Hemiasterella och familjen Hemiasterellidae. Inga underarter finns listade i Catalogue of Life.